# カルミン酸
カルミン酸（ｖ、C22H20O13）は、コチニールカイガラムシやポーランドコチニールカイガラムシといった一部のカイガラムシ中に天然に存在する赤色グルコシド性ヒドロキシアントラキノンの一つである。これらの昆虫は捕食者に対する抑止力としてカルミン酸を生産している。カルミン酸はコチニール色素（カルミン）中の着色剤である。別称はC.I. 75470およびC.I. Natural Red 4である。
カルミン酸の化学構造は、グルコースユニットと連結した母核のアントラキノン構造からなる。カルミン酸は1991年に初めて全合成された。